# Plaisians
Plaisians település Franciaországban, Drôme megyében. Lakosainak száma 214 fő (2022. január 1.). Plaisians Aulan, Eygaliers, Montbrun-les-Bains, Le Poët-en-Percip, La Roche-sur-le-Buis, Brantes és Saint-Léger-du-Ventoux községekkel határos.

## Népesség
A település népességének változása:
| Lakosok száma | 147  | 120  | 157  | 192  | 187  | 195  | 199  | 206  | 208  | 214  |
|               | 1968 | 1982 | 1990 | 2006 | 2013 | 2015 | 2017 | 2019 | 2020 | 2022 |